# Pálfa
Pálfa ist eine ungarische Gemeinde im Kreis Paks im Komitat Tolna. Zur Gemeinde gehört der südwestlich gelegene Ortsteil Felsőrácegres (Felsőrácegrespuszta).

## Geografische Lage
Pálfa liegt ungefähr 21 Kilometer nordwestlich der Kreisstadt Paks, am rechten Ufer des Sió-Kanals.
Nachbargemeinden sind Vajta, Simontornya und Sárszentlőrinc.

## Söhne und Töchter der Gemeinde
- Gyula Illyés (1902–1983), Dichter und Schriftsteller

## Sehenswürdigkeiten
- Evangelische Kirche, erbaut 1871
- Gyula-Illyés-Büste, erschaffen von Béla Bajnok
- Gyula-Illyés-Gedenktafel, erschaffen von Béla Bajnok, im Ortsteil Felsőrácegres
- Reformierte Kirche, erbaut 1808, der Turm wurde drei Jahre später hinzugefügt
- Römisch-katholische Kirche Szent Péter és Pál, erbaut 1789 im barocken Stil
  - Die Orgel der Kirche wurde um 1880 von Miklós Unger gebaut.
- Römisch-katholische Schulkapelle Szent Család, erbaut 1877, im Ortsteil Felsőrácegres
- Schloss Apponyi, heute als Rehabilitationsinstitut und Behindertenheim genutzt
- Schulmuseum mit Gyula-Illyés-Gedenkausstellung, im Ortsteil Felsőrácegres

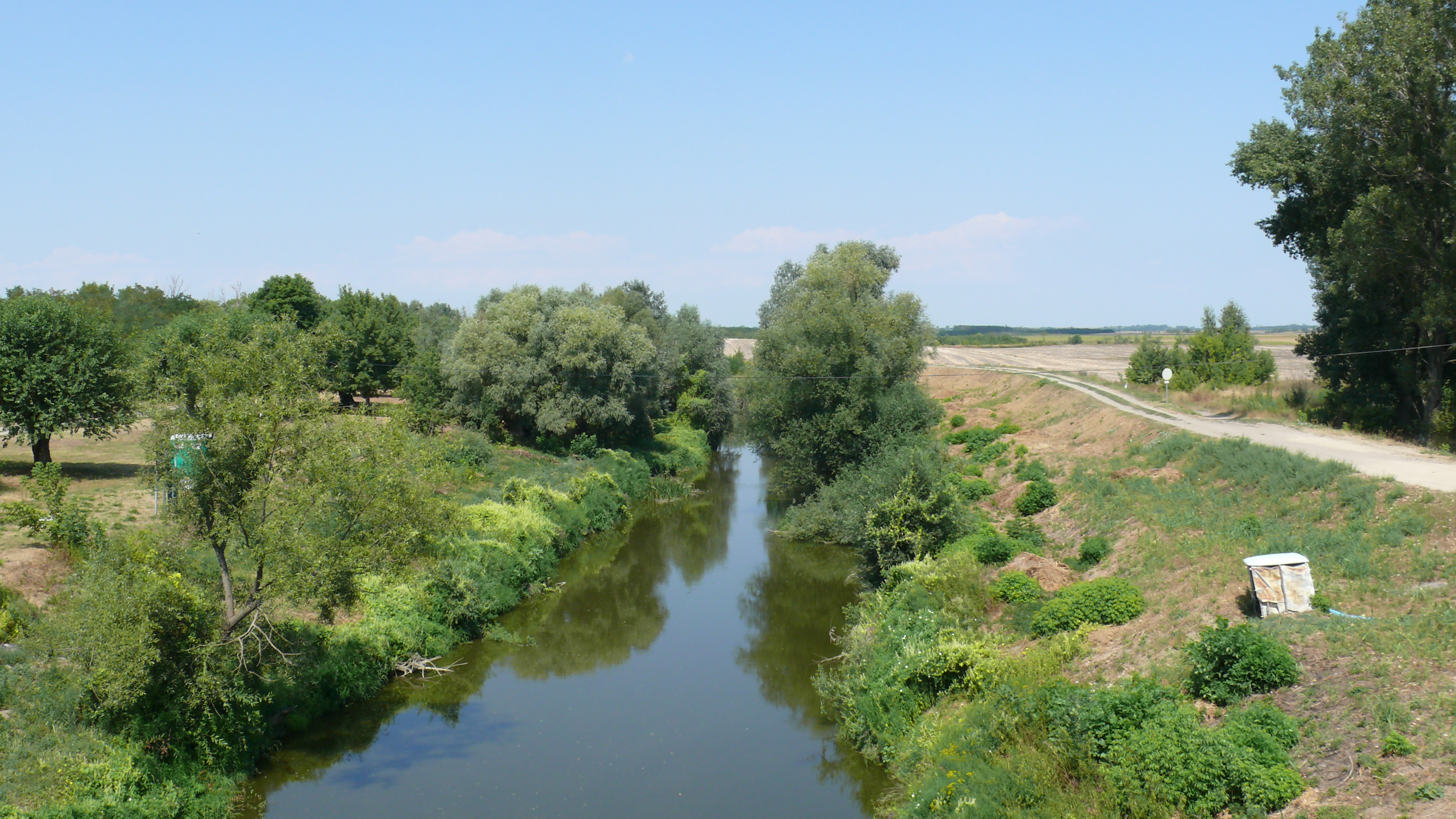
Sió-Kanal bei Pálfa
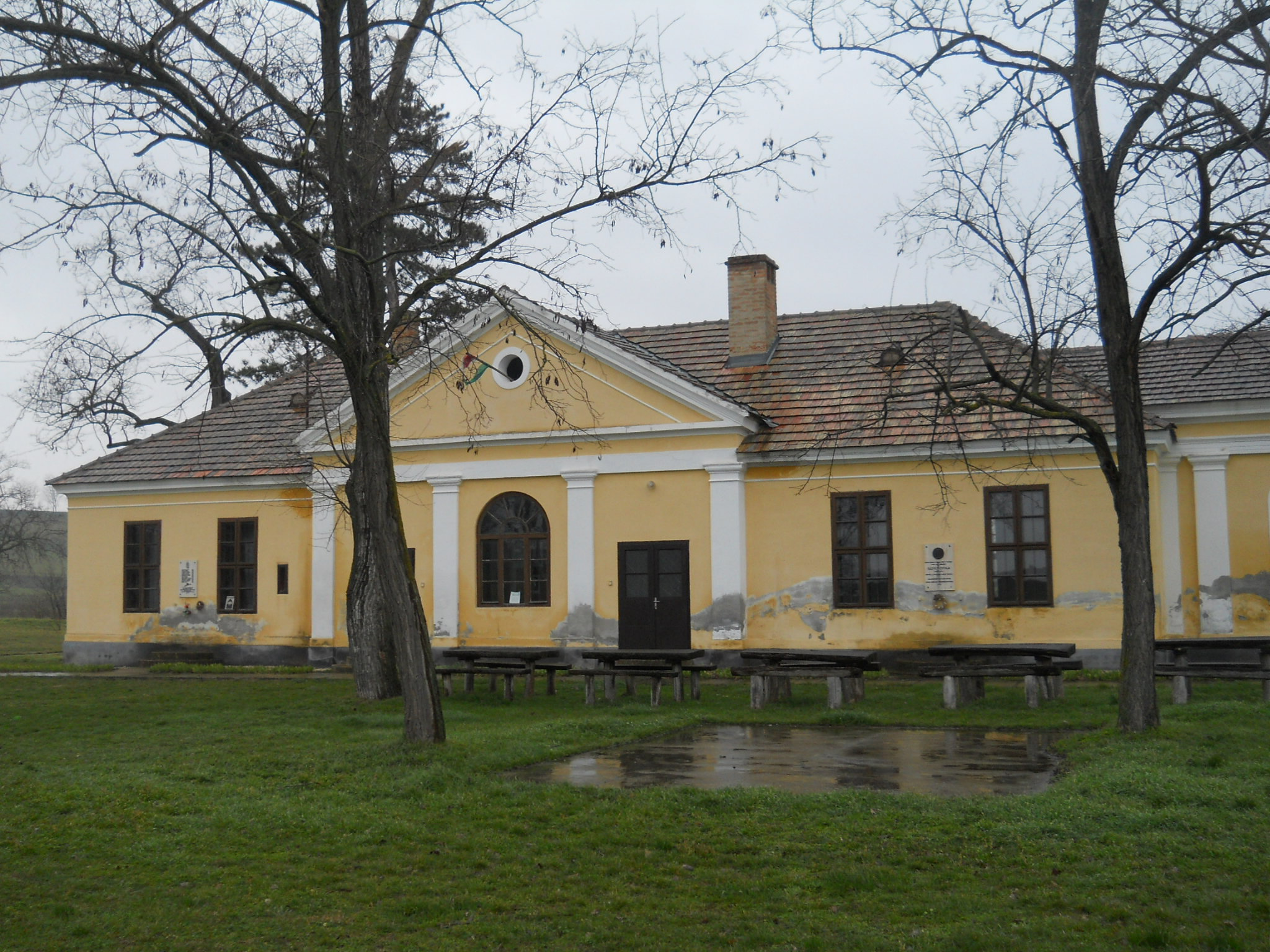
Schulmuseum im Ortsteil Felsőrácegres

## Verkehr
Durch Pálfa verläuft die Landstraße Nr. 6311. Der nächstgelegene Bahnhof befindet sich drei Kilometer östlich in Vajta.